# Sly & Robbie

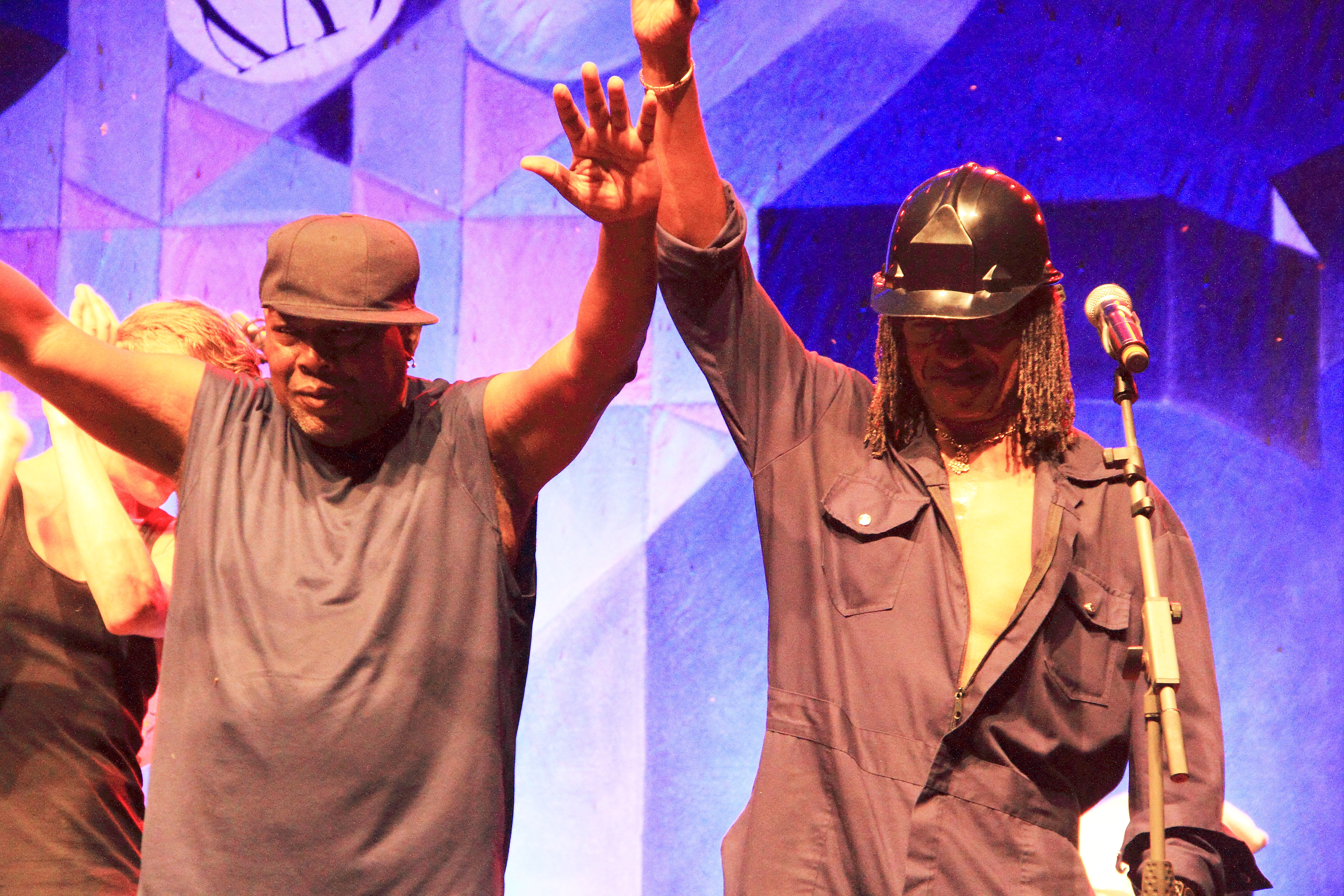
Sly & Robbie bei einem Konzert mit Nils Petter Molvær auf dem TFF Rudolstadt (2015)

Sly & Robbie war ein jamaikanisches Musiker- und Produzenten-Duo, bestehend aus dem Schlagzeuger Sly Dunbar und dem Bassisten und Keyboarder Robbie Shakespeare, das insbesondere für seine Reggae- und Dub-Produktionen bekannt ist und maßgeblich die Reggae-Rhythmen der 1970er und 1980er Jahre prägte.

## Werdegang

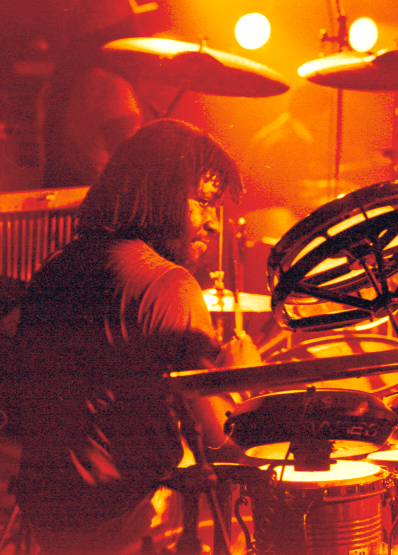
Sly Dunbar (1979)

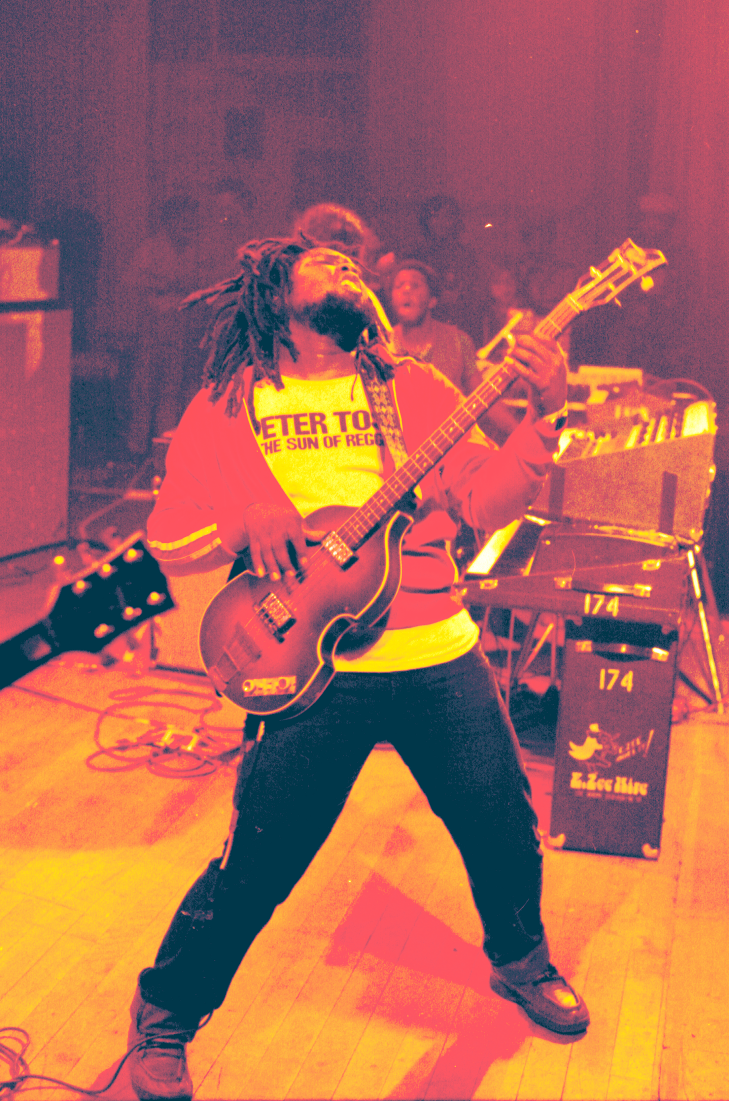
Robbie Shakespeare (1978)

Sly Dunbar, seinerzeit Schlagzeuger bei Skin Flesh and Bones, und Robbie Shakespeare, Bassist und Gitarrist der The Aggrovators, entdeckten ihre gemeinsamen Interessen an der Musik im Allgemeinen (beide sind Fans von Motown, Stax Records, dem Phillysound, sowie der Country-Musik, und außerdem der jamaikanischen Plattenlabels Studio One und Treasure Isle), und im Besonderen der Reggae-Produktion.
Sly & Robbie bildeten über Jahre hinweg die Rhythmusgruppe der jamaikanischen Reggae-Band Black Uhuru. Weiterhin wirkten sie an Alben von Serge Gainsbourg (Aux armes et cætera), Grace Jones, Peter Tosh, Gregory Isaacs, Culture, The Aggrovators, Augustus Pablo, King Tubby, Mighty Diamonds, The Paragons, Shaggy, Mad Professor und vielen anderen Reggae-Interpreten mit. Bekannt wurden sie auch unter dem Namen „The Riddim Twins“.
1978 gründeten sie ihr eigenes Reggae-Label Taxi, bei dem sie selbst und zahlreiche weitere Künstler zusammen mit der Taxi Gang aufnahmen und produzierten. Zu ihren bekannten Entdeckungen, die sie bei Taxi unter Vertrag genommen haben, zählt auch Ini Kamoze.
Nachdem sie bereits im Jahr 1985 mit Black Uhuru für Anthem den ersten jemals verliehenen Reggae-Grammy gewonnen hatten, gewannen sie 1999 als Duo mit dem Album Friends einen weiteren Grammy in der Kategorie Bestes Reggae-Album.

## Diskografie

### Alben
| Jahr | Titel Musiklabel             | Höchstplatzierung, Gesamtwochen, AuszeichnungChartplatzierungen (Jahr, Titel, Musiklabel, Platzierungen, Wochen, Auszeichnungen, Anmerkungen) | Höchstplatzierung, Gesamtwochen, AuszeichnungChartplatzierungen (Jahr, Titel, Musiklabel, Platzierungen, Wochen, Auszeichnungen, Anmerkungen) | Höchstplatzierung, Gesamtwochen, AuszeichnungChartplatzierungen (Jahr, Titel, Musiklabel, Platzierungen, Wochen, Auszeichnungen, Anmerkungen) | Höchstplatzierung, Gesamtwochen, AuszeichnungChartplatzierungen (Jahr, Titel, Musiklabel, Platzierungen, Wochen, Auszeichnungen, Anmerkungen) | Anmerkungen |
| Jahr | Titel Musiklabel             | DE | AT | UK | R&B | Anmerkungen |
| ---- | ---------------------------- | --- | --- | --- | --- | --- |
| 1987 | Rhythm Killers Island 90585  | — | — | UK35 (5 Wo.)UK | — | Erstveröffentlichung: April 1987 Produzenten: Bill Laswell, Material                                             |
| 1989 | Silent Assassin Island 91277 | — | — | — | R&B71 (13 Wo.)R&B | Erstveröffentlichung: November 1989 Produzent: Suzette Newman                                                    |
| 2018 | Nordub Okeh                  | DE46 (1 Wo.)DE | AT57 (1 Wo.)AT | — | — | Sly & Robbie meet Nils Petter Molvær feat. Eivind Aerset and Vladislav Delay Erstveröffentlichung: 6. April 2018 |

Weitere Alben
- 1979: Disco Dub
- 1980: Gamblers Choice
- 1981: The 60’s, 70’s into the 80’s = Taxi
- 1981: Syncopation
- 1982: Dub Rockers Delight
- 1982: Taxi Connection (mit The Taxi Gang)
- 1985: Language Barrier
- 1985: Padlock
- 1985: A Dub Experience (Island Records Inc.)
- 1988: The Summit (UK)
- 1997: Friends (Grammy Best Reggae Album)
- 1999: Drum and Bass Strip to the Bone feat. Howie B.
- 1999: X-Uhuru
- 2000: Monty Meets Sly and Robbie
- 2001: In Good Company
- 2002: Dub Transmission Specialists – Off Duty
- 2003: Late Night Tales
- 2004: Sly & Robbie Meet the Mad Professor
- 2004: Version Born
- 2006: Rhythm Doubles
- 2014: Dubrising
- 2014: Underwater Dub
- 2017: Sly & Robbie Revisit Bob Marley

### Singles
| Jahr | Titel Album                       | Höchstplatzierung, Gesamtwochen, AuszeichnungChartplatzierungen (Jahr, Titel, Album, Platzierungen, Wochen, Auszeichnungen, Anmerkungen) | Höchstplatzierung, Gesamtwochen, AuszeichnungChartplatzierungen (Jahr, Titel, Album, Platzierungen, Wochen, Auszeichnungen, Anmerkungen) | Höchstplatzierung, Gesamtwochen, AuszeichnungChartplatzierungen (Jahr, Titel, Album, Platzierungen, Wochen, Auszeichnungen, Anmerkungen) | Anmerkungen |
| Jahr | Titel Album                       | DE | UK | Dance | Anmerkungen |
| ---- | --------------------------------- | --- | --- | --- | --- |
| 1985 | Make ’Em Move Language Barrier    | — | UK83 (3 Wo.)UK | — | Erstveröffentlichung: November 1985 vom Soundtrack des Films Good to Go Autoren: Afrika Bambaataa, Bernie Worrell, Bill Laswell, Robbie Shakespeare, Sly Dunbar |
| 1987 | Boops (Here to Go) Rhythm Killers | — | UK12 (11 Wo.)UK | Dance22 (7 Wo.)Dance | Erstveröffentlichung: März 1987 Autoren: Bootsy Collins, Shinehead, Bill Laswell, Robbie Shakespeare, Sly Dunbar                                                |
| 1987 | Fire Rhythm Killers               | — | UK60 (4 Wo.)UK | — | Erstveröffentlichung: Juli 1987 Autoren und Original: Ohio Players, 1974                                                                                        |
| 1997 | Night Nurse Friends               | DE84 (6 Wo.)DE | UK13 (8 Wo.)UK | — | Erstveröffentlichung: September 1997 feat. Simply Red Autoren: Gregory Isaacs, Sylvester Weise Original: Gregory Isaacs, 1982                                   |
| 1997 | Penny Lover Friends               | — | UK94 (1 Wo.)UK | — | Erstveröffentlichung: Dezember 1997 feat. Ambilique Autoren: Lionel Richie, Brenda Harvey-Richie Original: Lionel Richie, 1984                                  |

Weitere Singles
- 1981: Stampede (VÖ: 2. Oktober)
- 1985: Get to This, Get to That (VÖ: Juli)
- 1987: Yes We Can Can
- 1989: Dance Hall
- 1989: Back to Base
- 1994: Somewhere Version
- 2012: Unmetered Taxi (mit Dean Fraser und Robbie Lyn)